# Rái cá họng trắng
Rái cá họng trắng (Danh pháp khoa học: Lutrogale perspicillata perspicillata) hay còn gọi là rái cá lông mượt phương Nam là một phân loài của loài rái cá lông mượt (Lutrogale perspicillata) phân bố tự nhiên ở phần lớn ở Ấn Độ, Nepal, miền Nam của tỉnh Vân Nam, phần lớn Đông Nam Á, Sumatra và Java Ở Việt Nam, rái cá họng trắng hay rái cá lông mượt phân bố trong cả nước nhưng được tìm thấy ở Quảng Ninh (vịnh Hạ long), Đắk Lắk, Lâm Đồng và Cà Mau (vườn quốc gia Mũi Cà Mau), số lượng của chúng ở Việt Nam đang bị suy giảm nghiêm trọng.

## Đặc điểm
Chúng có thân hình dài mềm dẻo và xinh xắn. Mõm ngắn hơi dẹp bề ngang, đầu tương đối tròn, mõm ngắn hơn và mặt lớn hơn rái cá thường. Riềm lông trên mũi thẳng. Màng bơi da trần phủ hết ngón. Vuốt chúng dài, sắc. Tai lớn hơn tai rái cá thường, vành tai tròn, có nắp che lỗ tai. Bộ lông mầu xám đến nâu hung, gần giống rái cá thường nhưng lông dài và mịn mượt hơn. Môi trên, má, họng và cổ mầu trắng sữa do đó còn có tên gọi rái cá họng trắng, phần trắng này kéo đến ngực. Lông bụng mầu sáng hơn trên lưng. Đặc điểm nổi bật khác với các loài rái cá khác là đuôi dẹp ra hai bên dáng mái chèo. 

## Tập tính
Cuộc sống của rái cá họng trắng gắn liền với các thủy vực như bờ biển, sông ngòi, khe suối, có thể chỉ ở các vùng nước trong và chảy. Chúng còn sống ở đồng bằng, ở ven sông, ao hồ, kênh rạch, vịnh biển. Chúng đào hang làm tổ ở các hốc cây, hốc đá. Chúng hoạt động cả đêm và ngày, sống theo đàn, mỗi tổ 3-5 con, lúc kiếm ăn có thể quy tụ thành đàn lớn 7-10 con. Khi bơi chân áp sát thân, dùng đuôi để bơi như mái chèo.
Về tập tính sinh sản, chúng sinh sản tập trung vào đầu năm, thời gian mang thai khoảng 63 ngày, mỗi lứa đẻ 2-3 con. Con sơ sinh yếu và chưa mở mắt. Đây là một loài vật rất lanh lợi, ưa leo trèo, chạy nhảy, bơi lội và đùa giỡn với đồng loại. Những con đực ít hoạt động, thường tách biệt với nhóm, hay cắn những người tắm sông. Nó có thể chống lại thú săn mồi theo nhóm. 

## Tập tính ăn
Những con vật di chuyển theo nhóm và ăn cá là chủ yếu, chúng bơi thành hình bán nguyệt lúc săn mồi. thức ăn của chúng chủ yếu là cá và các loài khác như cua, ốc, ếch nhái, lưỡng cư, chúng còn ăn tôm và các loại thân mềm. Chúng cũng ăn thỏ rừng, chim nước và rắn. Có những báo cáo trước đây ở Kadalundi ở Kozhukode Ấn Độ nơi một nhóm tấn công và giết chết một con chó. Những con vật này sẽ không tấn công người như những con mồi nhưng những, con vật này xung đột với ngư dân Ấn Độ khi chúng cố bắt những con cá dính lưới. Chính chúng cũng có thể bị dính lưới trong quá trình này, tập tục vứt chất thải từ các lò mổ gia súc và các trại nuôi gia cầm đã thu hút chúng.

## Tình trạng

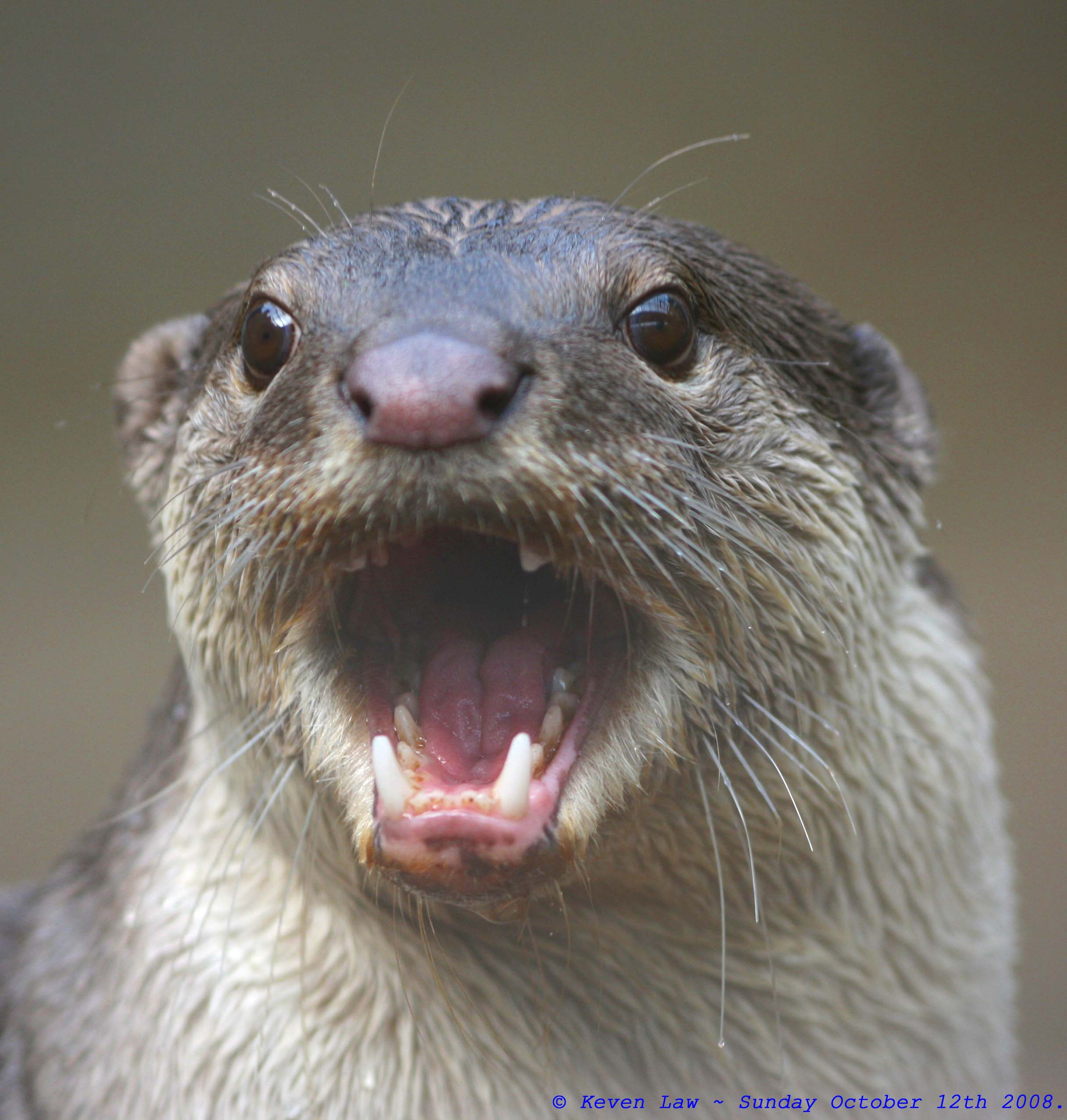
Một con rái cá lông mượt phương Nam đang nhe nanh đe dọa

Trước đây rái cá họng trắng có số lượng quần thể khá phong phú ở Việt Nam, nhưng hiện nay do săn bắt và môi trường, nơi sống bị suy thoái nên vùng phân bố bị thu hẹp nhiều và số lượng giảm sút nghiêm trọng. Rái cá họng trắng (lông mượt) đã được đưa vào Sách đỏ Việt Nam, thuộc nhóm IB - nghiêm cấm mọi hoạt động săn bắt, buôn bán và làm huỷ hoại, ô nhiễm môi trường nước nơi loài vật này sinh sống. Nhưng ở Kerala, Ấn Độ. Các vụ rái cá tấn công làm dân làng hoang mang. Người ta không dám xuống kênh Mulavur ở Payipra gần Muvattupuzha nơi một số dân làng bị cắn bởi loài động vật ăn thịt này.